# Janov u Žatce

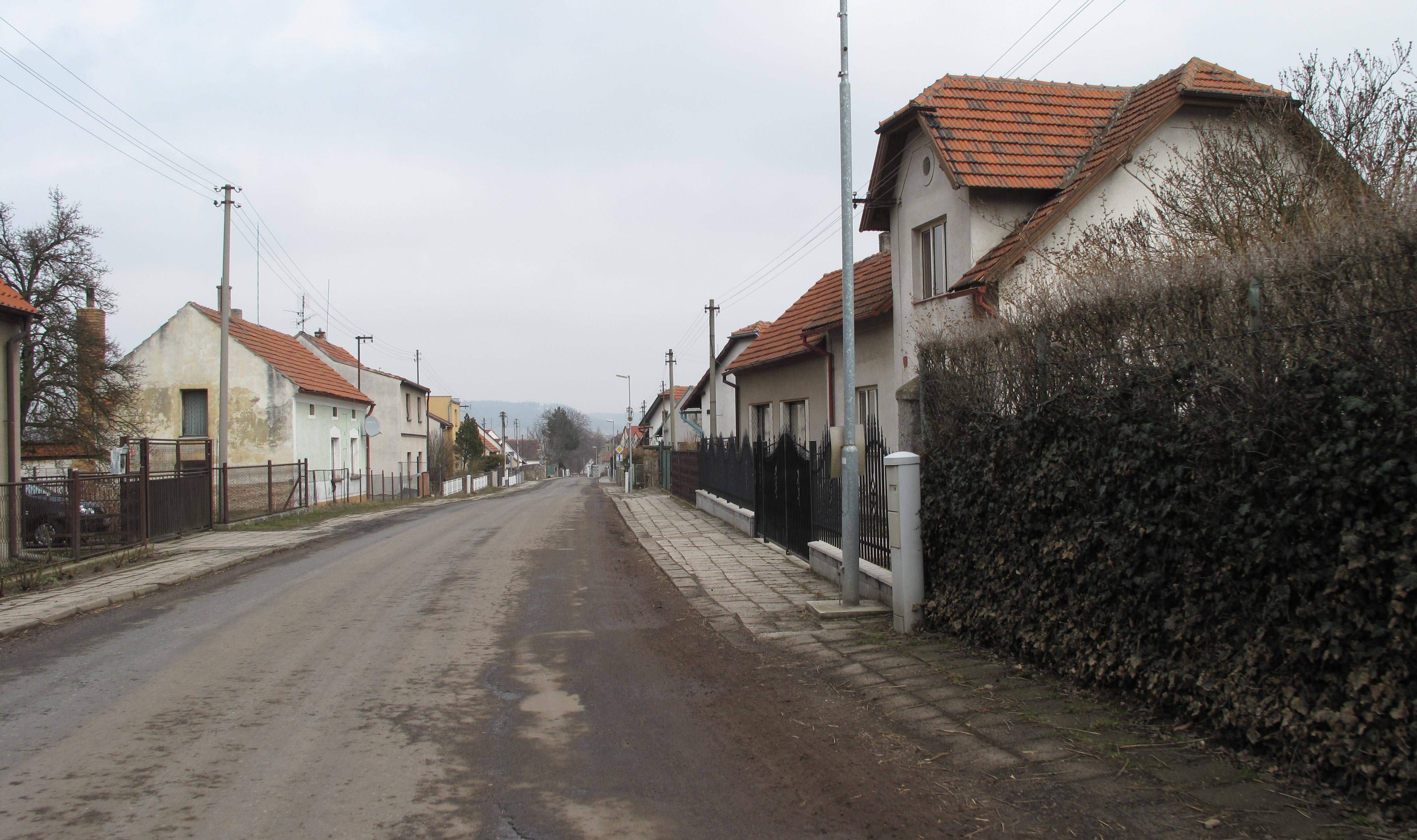
Dorfstraße

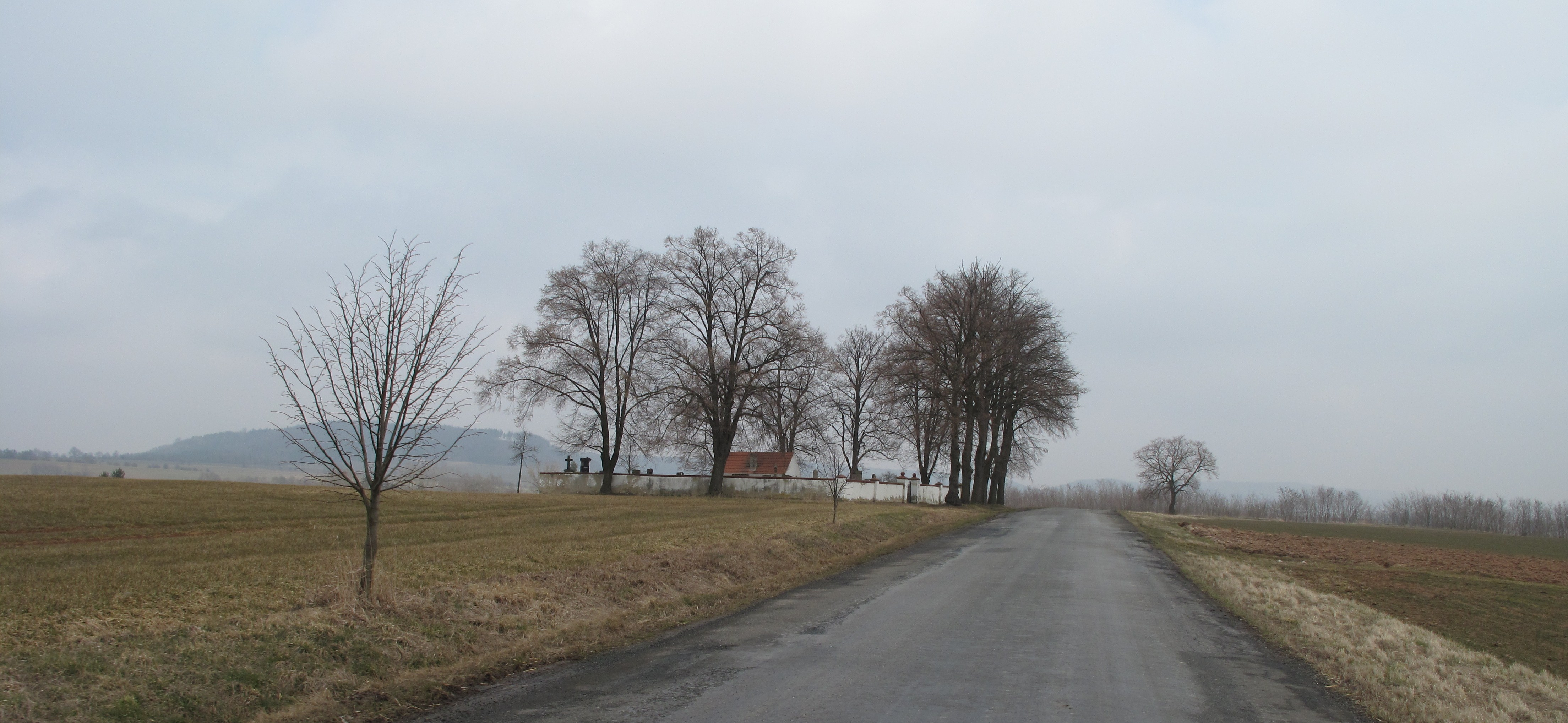
Friedhof

Janov, bis 1924 Janové Údolí (deutsch Johannesthal) ist eine Gemeinde in Tschechien. Sie liegt 15 Kilometer südöstlich von Žatec und gehört zum Okres Rakovník.

## Geographie
Janov befindet sich im Rakonitzer Hügelland am Übergang von der Kryrská pahorkatina (Kriegerner Hügelland) zur Rakovnická kotlina (Rakonitzer Kessel). Das Dorf liegt am Rande des Naturparkes Džbán im Quellgrund des Baches Janovský potok. Nordöstlich erheben sich der Lišák (462 m) und der Pískový vrch (526 m) und im Süden der Na Rovinách (431 m). Am östlichen Ortsrand verläuft die Bahnstrecke Rakovník–Louny, nordöstlich des Dorfes kreuzt sie sich mit der Bahnstrecke Praha–Chomutov. Gegen Nordwesten liegt der Tiergarten Rokyta.
Nachbarorte sind Nový Dvůr, Kozlov und Nečemice im Norden, Chánov und Pnětluky im Nordosten, Kounov im Osten, Mutějovice, Milostín und Povlčín im Südosten, Rozkoš im Süden, Svojetín, Vlkov und Velká Černoc im Südwesten, Nová Hospoda im Westen sowie Nedvídkov und Deštnice im Nordwesten.

## Geschichte
Johannesthal wurde zwischen 1771 und 1779 durch den Besitzer der Herrschaft Woleschna, Johann Stephan Graf Meraviglia, als Siedlung für die Landarbeiter seiner umliegenden Güter gegründet. Im Jahre 1779 erbte sein Sohn Anton Graf Meraviglia-Crivelli die Herrschaft. Er verpachtete sie für zwölf Jahre an seine Frau, Eleonora geborene Gräfin von Traun, die die Herrschaft 1808 auch erbte. Ihr Sohn Anton Graf Meraviglia-Crivelli, der die Herrschaft Woleschna 1818 geerbt hatte, verkaufte sie 1836 für 220.000 Gulden sowie 500 Dukaten Schlüsselgeld an Karl Egon II. zu Fürstenberg, der Woleschna seinen vereinigten Herrschaften und Gütern Pürglitz, Kruschowitz, Nischburg, Wschetat, Skřiwan und Podmokl zuschlug.
Im Jahre 1843 bestand Johannesthal, auch Kabalka / Kabarna genannt aus 30 Häusern mit 235 deutschsprachigen Einwohnern. In der Umgebung des Ortes bestanden mehrere Steinkohlenwerke. Pfarrort war Kaunowa. Bis zur Mitte des 19. Jahrhunderts blieb Johannisthal dem an die Herrschaft Pürglitz angeschlossenen landtäfligen Allodialgut Woleschna untertänig.
Nach der Aufhebung der Patrimonialherrschaften bildete Johannesthal ab 1850 einen Ortsteil der Gemeinde Svojetín im Bezirk und Gerichtsbezirk Rakonitz. Nach dem Tode des Karl Egon II. zu Fürstenberg erbte 1854 dessen zweitgeborener Sohn Max Egon I. die Pürglitzer Güter. Im Jahre 1863 entstand die Straße nach Kaunowa. Während des Deutschen Krieges besetzte die preußische Armee 1866 das Dorf; die Preußen brachten die Cholera mit, an der etliche Einwohner verstarben. 1869 zerstörte ein Großfeuer mehrere Anwesen von Johannesthal. In der zweiten Hälfte des 19. Jahrhunderts erfolgte ein starker Zuzug von tschechischsprachiger Bevölkerung und das Dorf erhielt den tschechischen Namen Janové Údolí. 1870 lebten in den 32 Häusern von Johannesthal / Janové Údolí 270 Personen, der Anteil der Deutschböhmen war auf knapp 50 zurückgegangen. In den 1870er Jahren wurde eine Dorfschmiede erbaut. Die Bestrebungen der Bewohner zur Errichtung einer eigenen Schule waren zunächst erfolglos; die Kinder wurden weiterhin in Kaunowa oder Milostín unterrichtet. 1880 wurde schließlich der Unterricht in einer Winterschule in Janové Údolí gestattet, wenig später auch der ganzjährige Unterricht als Filialschule von Kaunowa. Fünf Jahre später erhielt Janové Údolí eine einklassige Dorfschule, kurz nachher auch einen Kindergarten. 1890 war die Einwohnerschaft auf 300 Personen angewachsen. Die Straße nach Povlčín entstand 1902. Im Jahre 1903 wurde der Löschwasserteich wegen des Baus der Bahnstrecke Rakonitz–Laun trockengelegt. Am 18. Oktober 1903 gründete sich die Freiwillige Feuerwehr. Im Jahre 1910 lebten in Janové Údolí 290 Personen, davon waren 280 Tschechen und zehn Deutschböhmen. Zehn der Einwohner waren Analphabeten. 1911 entstand der Darlehnsverein für Johannesthal und Umgebung. Die Stadt Rakovník, die das Gut Woleschna von den Fürsten von Fürstenberg gepachtet hatte, ließ am 4. April 1912 eine Lindenallee anlegen. Wegen der Behinderung des Wuchses der jungen Linden wurden wenig später zahlreiche alte Obstbäume entlang der Allee abgehauen. Im Jahre 1918 verkaufte die Familie Fürstenberg das Schloss und Gut Woleschna an die Stadt Rakovník. 1921 trat fast die gesamte Einwohnerschaft von Janové Údolí von der katholischen zur Tschechoslowakischen Hussitischen Kirche über, die im selben Jahre einen eigenen Friedhof anlegen ließ. Im Jahre 1922 wurde Janové Údolí elektrifiziert. Als amtlicher tschechischer Ortsname wurde 1924 Janov festgelegt. Wegen der starken Hopfennachfrage wurden 1926 um Janov große Hopfengärten angelegt. 1930 hatte das Dorf größtenteils tschechischsprachige 321 Einwohner. Der neue Löschwasserteich wurde 1935 angelegt. Im Oktober 1938 lebten 318 Personen in Janov. Nach dem Münchner Abkommen wurde Swojetin einschließlich Johannesthal am 24. November 1938 dem Deutschen Reich zugeschlagen und dem Landkreis Saaz zugeteilt. Fünf tschechische Familie flohen vor der deutschen Besetzung aus dem Dorf, weitere verließen den Ort danach. Dadurch sank die Einwohnerzahl von Johannesthal bis zum Dezember 1938 auf 262. Ab September 1939 wurde in der Schule in deutscher Sprache unterrichtet, im März 1940 wurde sie geschlossen und die Kinder zur deutschen Schule in Swojetin umgeschult. Die Bewohner des Dorfes waren im November 1942 zum Bau von Schützengräben entlang der Bahnstrecke Rakonitz-Laun verpflichtet. Am 5. März 1945 erfolgte unterhalb des Friedhofs der Bau einer Panzersperre auf der Bahnstrecke Rakonitz-Laun. Am 5. Mai 1945 quartierte sich eine Einheit der Wehrmacht mit 800 Mann auf der Flucht vor der Rouen Armee im Dorf ein, einen Tag später kamen weitere 200 Wehrmachtsangehörige aus Karlsbad hinzu. Die deutschen Truppen brachen recht bald gegen Westen auf, und die Rote Armee nahm den Ort mit 4000 Mann ein. Am 28. Juli 1945 lebten in Janov 248 Tschechen und 21 aus Svojetín ausgesiedelte Deutsche. In Vorbereitung einer Teilung der Gemeinde Svojetín wurde am 11. November 1945 das Kataster Janov aus einem Drittel der Gemeindefläche gebildet. Ende 1946 lebten in Janov 306 Personen, beim Zensus vom Februar 1950 waren es 216. Am 12. August 1950 wurde die Abtrennung von Svojetín und Bildung der Gemeinde Janov mit Wirkung zum 1. Jänner 1951 genehmigt. Am 1. Jänner 1980 wurde Janov nach Kounov eingemeindet, am 24. November 1990 wurde Janov wieder eigenständig. In der zweiten Hälfte des 20. Jahrhunderts sank die Einwohnerzahl stetig, zugleich setzte ein Wandel vom landwirtschaftlich geprägten Dorf zum Erholungsort ein.

## Gemeindegliederung
Für die Gemeinde Janov sind keine Ortsteile ausgewiesen.

## Sehenswürdigkeiten
- Gemauerter Glockenturm
- Lindenallee, angelegt im Jahre 1912
- Gedenkstein für die Brüder Mikš, enthüllt am 1. Mai 1946
- Denkmal für die Gefallenen beider Weltkriege
- Jan-Hus-Denkmal

## Söhne und Töchter der Gemeinde
- Arnošt Mikš (1913–1942), Widerstandskämpfer, der Fallschirmjäger nahm an der Operation Zinc teil und wurde 1942 bei Požáry  erschossen. Seine beiden Brüder wurden hingerichtet.